# Францони, Франческо
 Франческо Антонио Францони  (итал. Francesco Antonio Franzoni, 23 января 1734, Каррара — 3 марта 1818, Рим) — итальянский скульптор и реставратор произведений античной скульптуры.
Франческо Антонио, сын Пьетро Оттавио Францони, родился в Карраре 23 января 1734 года. Предположительно, обучался у местных рабочих начальным навыкам обработки всех разновидностей мрамора. В 1758 году поселился в Риме и начал работать в мастерской скульптора Микеле Баратти. В 1765 году к Франческо присоединился брат Джузеппе и, в 1767—1768 годах, гравёр Антонио Валли.
В 1768 году Франческо Францони женился на Бернардине Торрака и поселился на Виа делла Пурификационе в Риме. Там он основал мастерскую, специализирующуюся на реставрации античной скульптуры, спрос на которую в то время был особенно велик.
В конце 1960-х годов Францони вместе с Г. А. Гранжаке и Лоренцо Карделли восстановили коллекцию древностей собранную Джованни Баттиста Пиранези. Франческо Францони работал над реставрацией, завершением и отделкой скульптур, предназначенных для музея Пио-Клементино в Ватикане, создавал мраморные облицовки и скульптурные детали для его интерьеров, вначале по заказам Папы Климента XIV, а затем Пия VI. Францони реставрировал Бигу (колесницу, запряжённую двумя лошадьми) — античное произведение из мрамора, собранное в 1788 году из отдельных фрагментов в Sala della Biga Браччо Нуово ватиканского музея. Там же Францони создал «Зал животных» (Sala degli Animali), в котором находится самое богатое в мире (около 150 произведений) собрание античных анималистических скульптур из алебастра, цветного и белого мрамора. Часть скульптур представляет собой копии греческих и римских оригиналов, другая часть составлена Францони из подлинных античных фрагментов, включая самые причудливые: утка внутри раковины, аист со змеей, голова Козы с рукой путто. Францони также работал на папскую семью в Палаццо Браски.
Папа Пий VI стал главным покровителем и заказчиком Франческо Францони. Папа использовал его в качестве резчика, реставратора, поставщика мрамора и предметов старины для расширения залов и коллекций Ватикана. Почти во всех комнатах, от Галереи статуй до Галереи канделябров, от Зала муз до Зала Биги, мы находим следы работы Францони. В залах Ватикана есть предметы работы Францони, стилизованные под античную мебель (в отдельных случаях, составленные из подлинных фрагментов): два стола из зелёного мрамора, поддерживаемые четырьмя крылатыми баранами (Малибу, Музей Гетти), кресла с атрибутами Цереры и Вакха, сделанные из двух частей коллекции Пиранези (1779, (ныне в Лувре в Париже), стол, составленный из двух сфинксов и двух химер (1792).
Французский писатель Стендаль в «Путешествии в Италию» (1811) был впечатлён «красивым столом в великолепной старой зелени». Ватиканская мебель работы Францони вдохновила архитекторов французского ампира Шарля Персье и Пьера Фонтена на создание собственных рисунков мебели и проектов оформления интерьеров Первой империи.
Мастерская и магазин Францони на Виа делла Пурификационе (Via della Purificazione) в Риме были хорошо известны. В 1780 году мастерскую посетил молодой, в будущем знаменитый скульптор А. Канова, осмотрел и оценил многочисленные модели и копии. В начале 1780-х годов Францони создал деловое партнерство со скульптором В. Пачетти, который ранее связывался с ним (в 1776, 1779, 1782 годах) только как поставщик каррарского мрамора. В 1784 году, когда Пачетти был занят доделкой и полировкой мраморного (рельефного?) портрета Пия VI, выполненного Джузеппе Анджелини, Францони изготовил для него раму. Францони выполнял многие реставрационные работы для коллекции семьи Боргезе, музея Пио-Клементино, скульптурные детали для собора Святого Петра.
8 июня 1788 года Франческо Францони присоединился к Папской академии изящных искусств и словесности виртуозов при Пантеоне (Pontificia Insigne Accademia di Belle Arti e Letteratura dei Virtuosi al Pantheon; итальянское слово virtuoso означает «добродетельный, доблестный»).
В 1796 году Францони под руководством архитектора Джузеппе Валадье занимался реставрационными работами фасада собора Орвието.
В начале 1800-х годов Франческо Францони в сотрудничестве со своим братом и с Винченцо Пачетти восстановил голову колоссальной римской скульптуры сидящего Юпитера (I век н. э. ныне находится в Эрмитаже в Санкт-Петербурге). Скульптуру Пачетти и Валадье приобрели в 1798 году. Голова статуи была воссоздана по образцу ватиканского бюста Зевса Отриколийского.
Осенью 1807 года Францони при посредничестве Пачетти продал ещё одну коллекцию антиквариата, которую он сам собрал и восстановил, графу Луиджи Маркони для его дворца во Фраскати.
В 1817 году Францони отправил две последние статуи в музеи Ватикана после того, как Генеральная консультативная комиссия по древностям и изящным искусствам посетила его мастерскую 3 сентября. 13 июля 1817 г. он составил завещание, оставив своей падчерице дом, купленный в 1794 году, и магазин с тем, что в нём содержалось; он назначил своего племянника Антонио Куккиари Каррарезе, универсальным наследником. Остальное, в том числе собрание скульптур, подарил своему брату Джузеппе.
Франческо Францони умер в Риме 3 марта 1818 года и был похоронен согласно завещанию в церкви Санта-Мария-делла-Кончеционе на Виа Венето в Риме.
В своих декоративных работах, основанных на натурных исследованиях, а также создании предварительных восковых и терракотовых моделей, Францони был одним из художников, способных соединять стиль позднего барокко с зарождающейся строгостью неоклассицизма. В области реставрации его дополнения, даже в понимании исторической, археологической необходимости и декоративной функции, свойственным тому времени, и ныне выглядят убедительными и технически виртуозными.
Он активно участвовал в международной антикварной торговле скульптурами, картинами, старинной мебелью и мрамором. За свою жизнь он составил огромный капитал, в основном растраченный из-за ссуды, предоставленной Папе Пию VI во время первой французской оккупации, потом из-за экономического кризиса, поразившего Италию.
Младший брат Франческо, Джузеппе Францони (1752—1837) родился в Карраре, и также был скульптором, собирателем и реставратором древностей. С 1776 года служил сотрудником музея Пио-Клементино, был одним из помощников Джованни Пьерантони, руководившего реставрацией статуй. В восьмидесятые годы женился на Терезе Чекола, родом из Веллетри, и в 1784 году поселился на улице Виа дель Бабуино. Около 1797 года родился Луиджи, один из его семи детей, который работал вместе с его отцом в мастерской своего дяди (он также был скульптором-анималистом и работал в музеях Ватикана. Известен также скульптор Алессио Францони, родство которого с Франческо неясно.

## Галерея

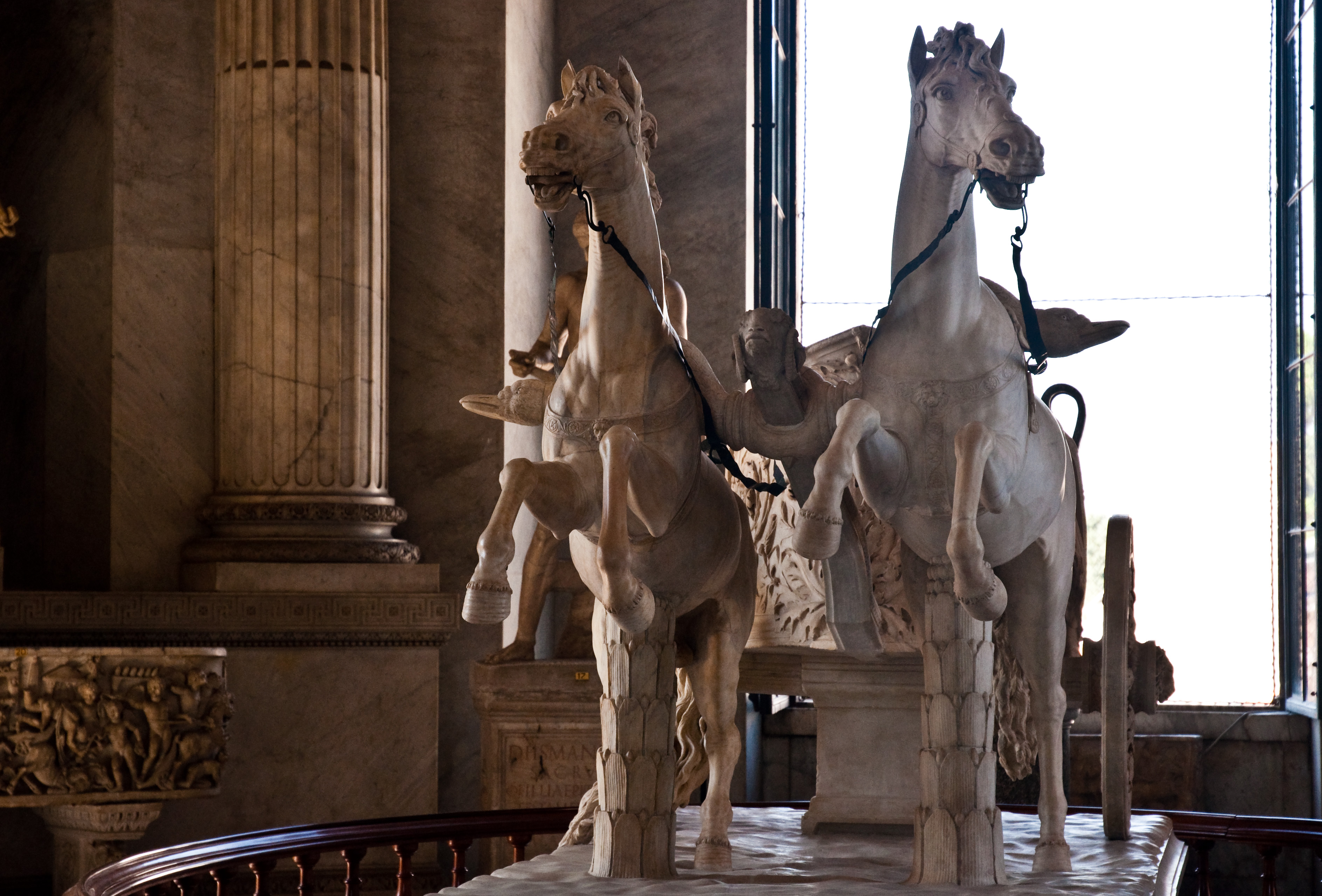
Бига. Музей Пио-Клементино, Ватикан
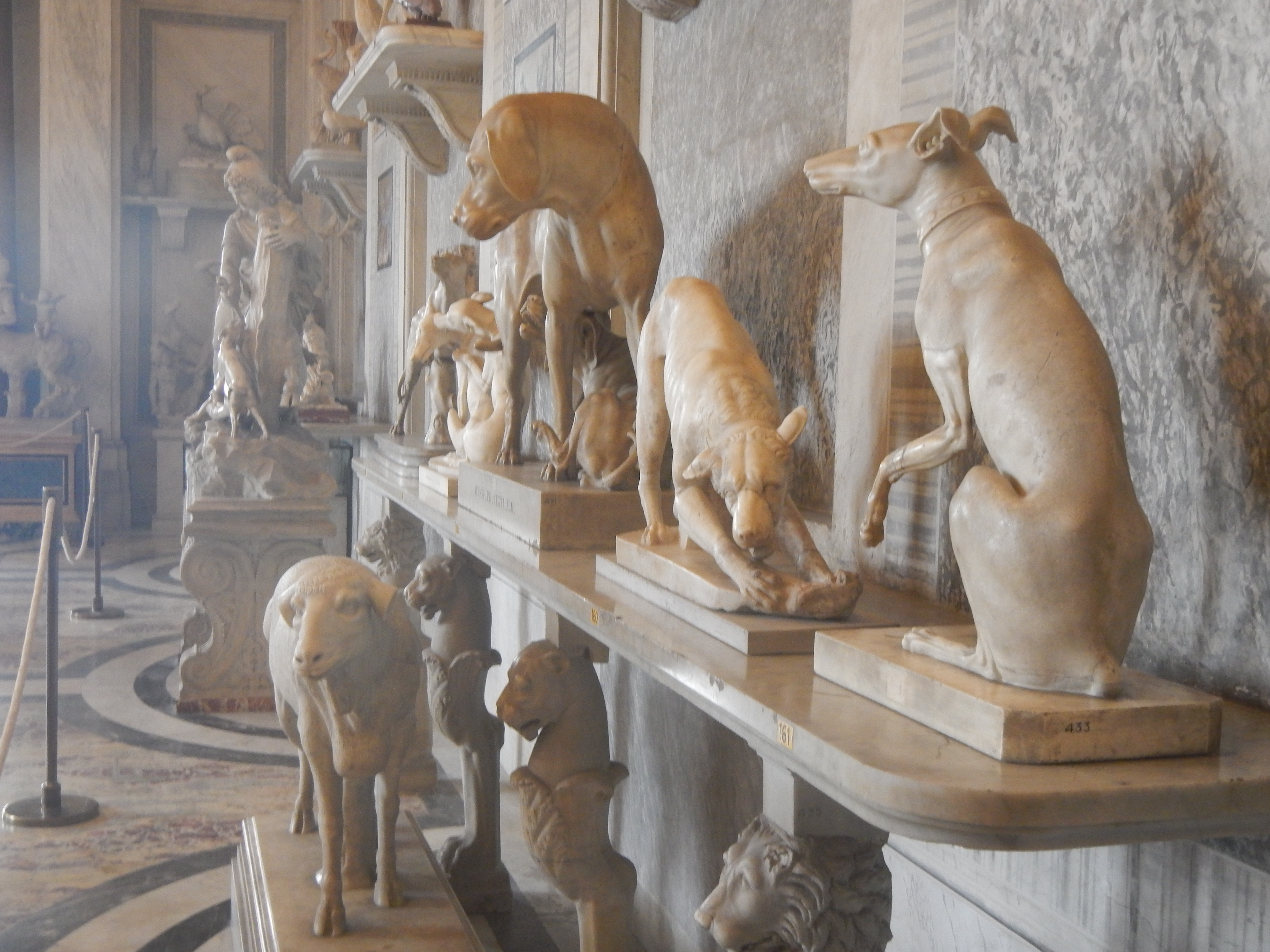
Музей Пио-Клементино, Ватикан. Зал животных
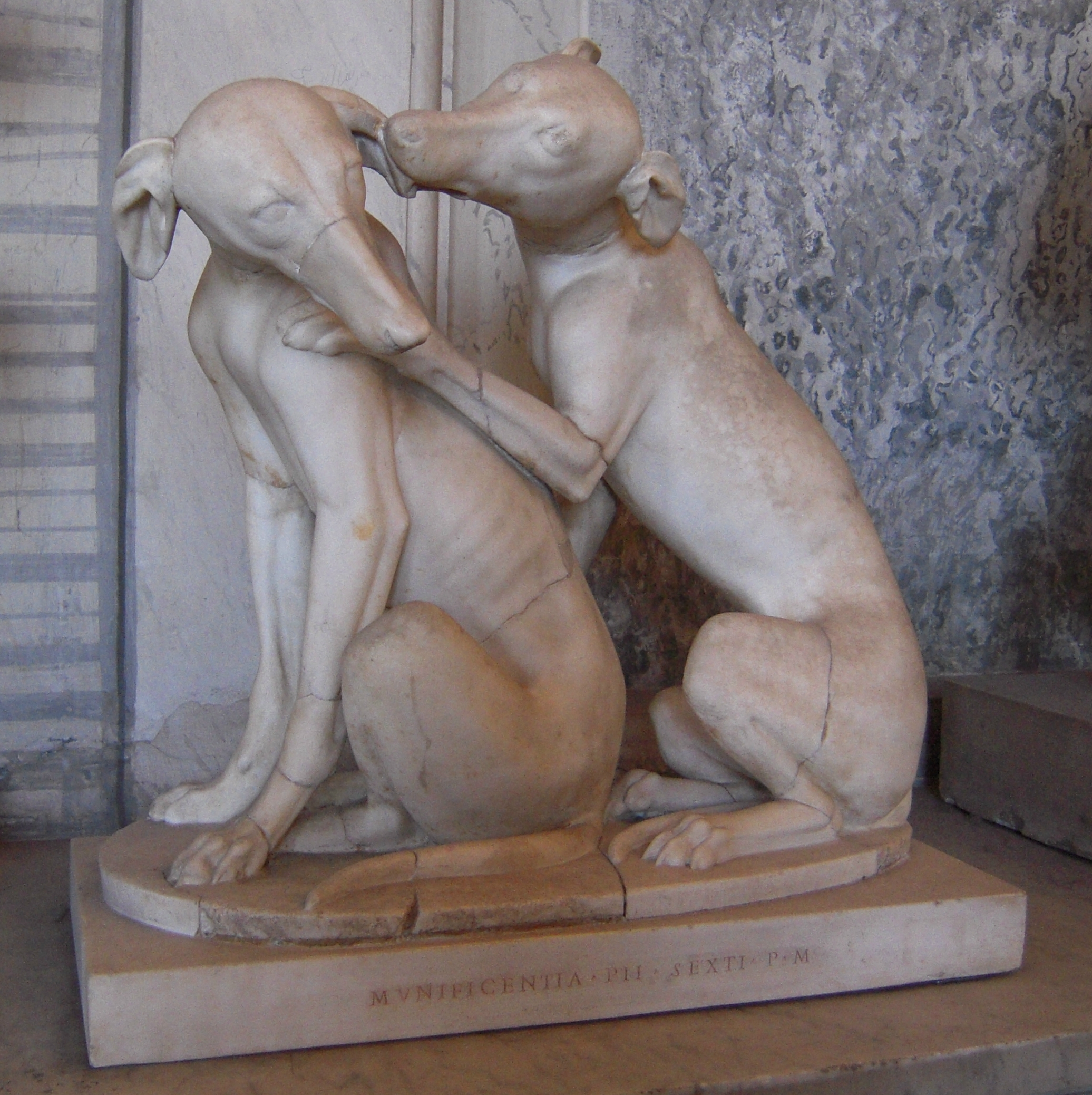
Две борзых. II в. до н. э.
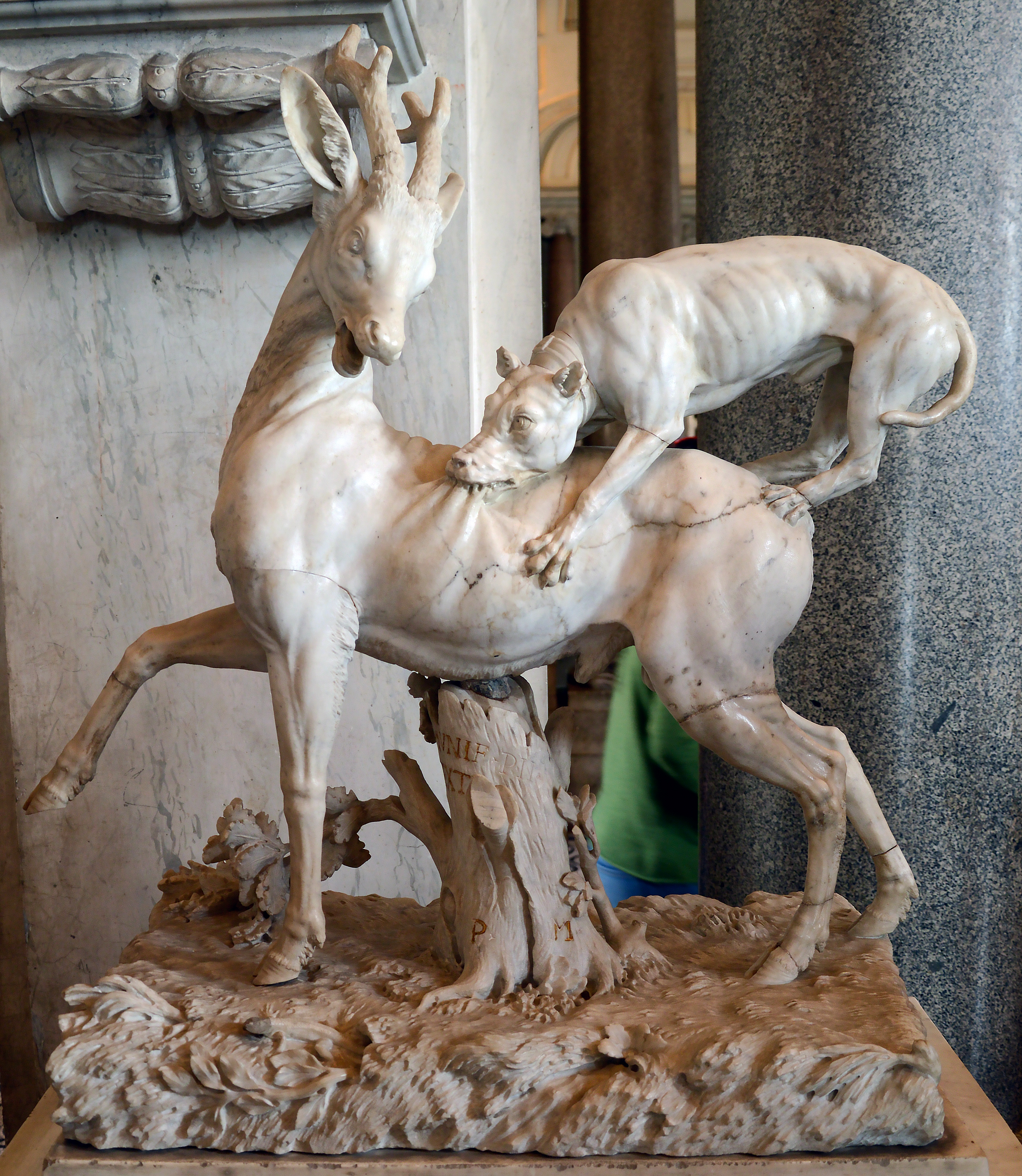
Собака, напавшая на оленя
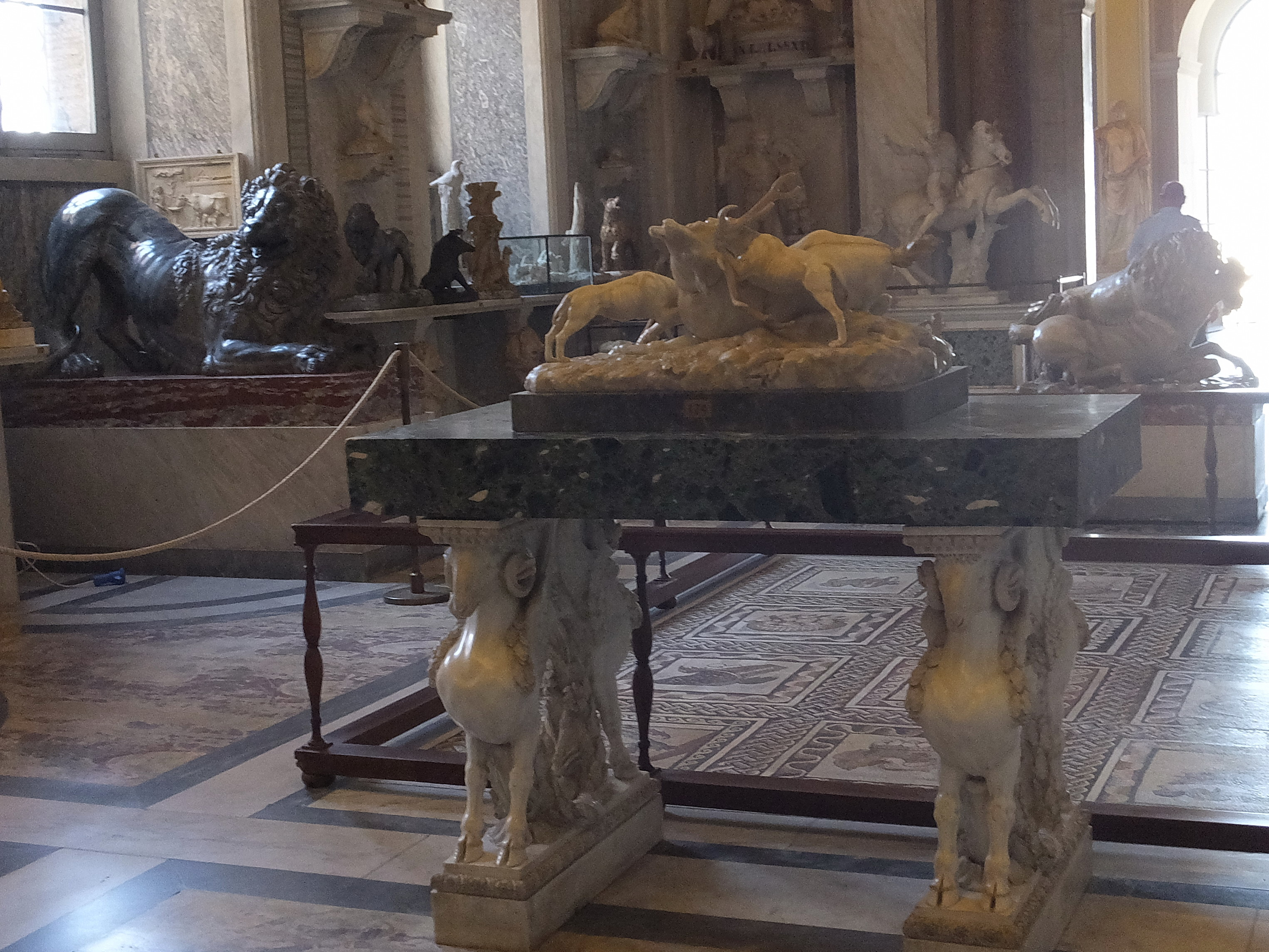
«Стол с крылатыми баранами»
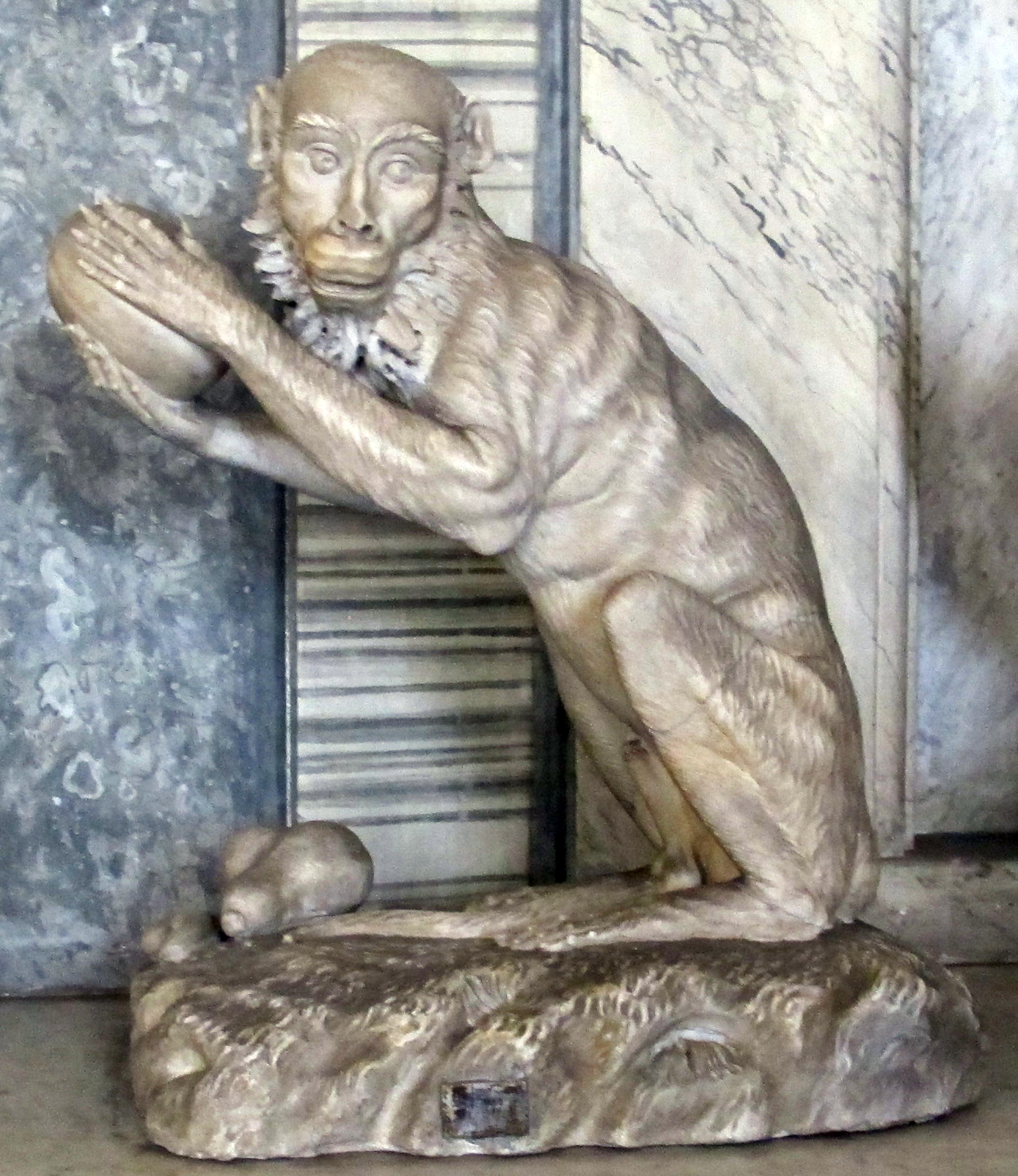
Обезьяна. Музей Пио-Клементино, Ватикан
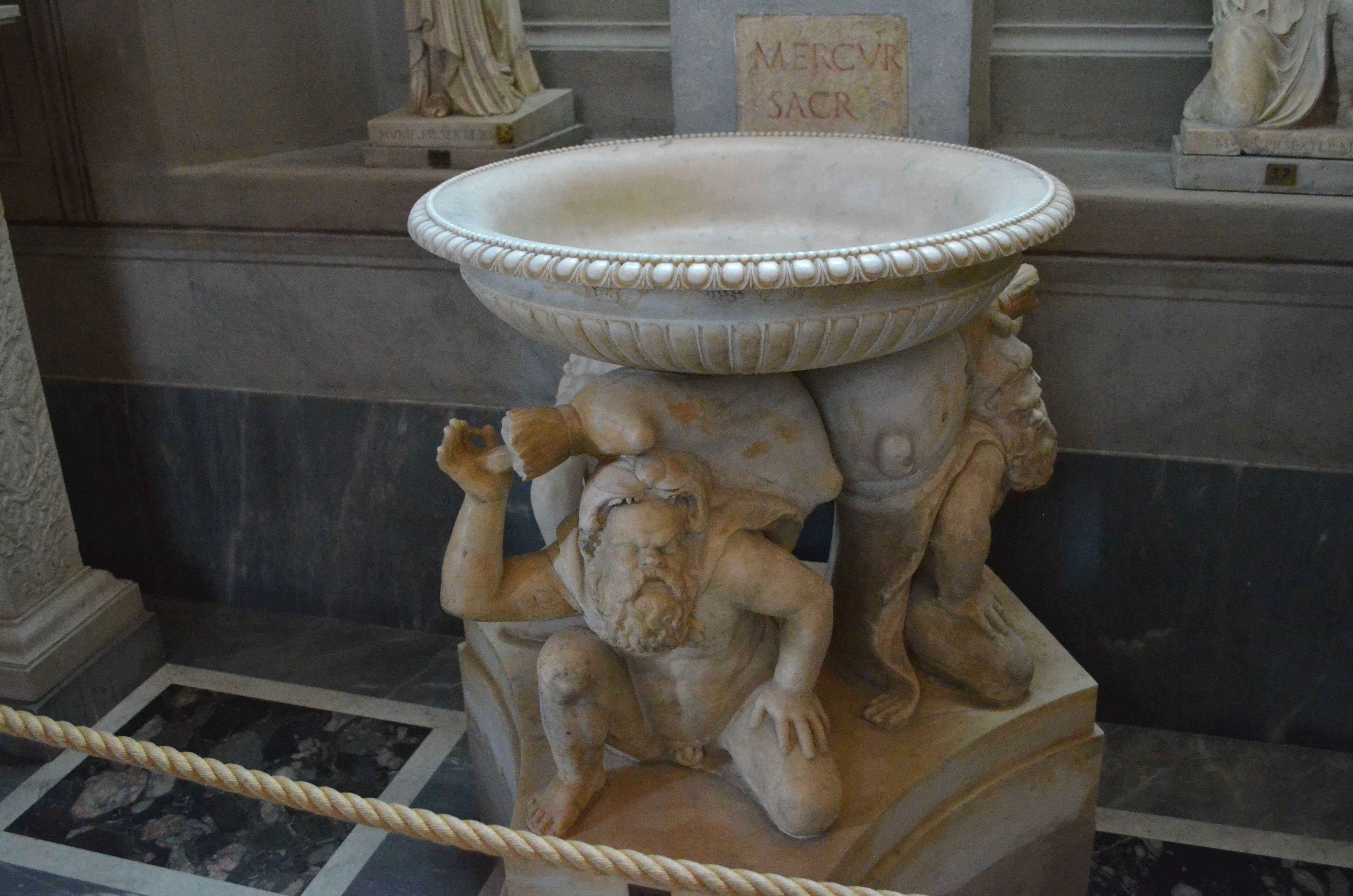
Чаша. Галерея канделябров. Музей Пио-Клементино